# Белых, Александр Александрович
Алекса́ндр Алекса́ндрович Белы́х (6 ноября 1940, село Старая Курба, Бурятская АССР — 29 августа 2012, Владимир) — российский художник наивного искусства.

## Биография
Отец, Белых Александр Александрович, родился в Старой Курбе в 1920 году, ушёл на Великую Отечественную войну, был старшим сержантом, помощником командира взвода, погиб 3 августа 1943 года, похоронен в деревне Панево Смоленской области. Дед - Белых Александр Васильевич, на момент августа 1943 года был жив.
Когда Александру было 9 лет, семья переехала в Иркутскую область, где его отчим работал в геологической партии. Здесь, в посёлке Нижне-Илимск, мальчик окончил семилетнюю школу в 17 лет, решив начать самостоятельную жизнь, уехал в Новосибирск. Новосибирск встретил художника неприветливо, но надо было учиться выживать. Александр пошёл работать на стройку, окончил вечернюю среднюю школу. Стремясь получить хорошую специальность, он окончил в 1970-е годы курсы радиомехаников и два года работал в радиомастерской, потом — курсы механиков по холодильным установкам, по окончании которых был принят на работу на крупное предприятие — Новосибирский молокозавод. Но постепенно размеренное однообразие городской жизни стало угнетать Александра Белых. Все чаще его начинают занимать думы и воспоминания о вольном детстве среди природы и сильных характером людей. И решение уехать из Новосибирска созрело само собой. Он устроился на работу в геологическую партию: так начались его странствия по стране. Этот период был важен для Белых как для художника. Случай столкнул его с самодеятельным художником, который отдавал живописи все свободное время. Такая страсть удивила Александра Белых и он решил сам попробовать свои силы на этом поприще. Сначала это были копии с репродукций, но дело показалось очень увлекательным. Узнав, что этому искусству можно учиться заочно, Александр Александрович Белых поступил в Заочный народный университет искусств в Москве. Три года он учился у педагога Николая Михайловича Ротанова и в 1990 году окончил отделение станковой живописи и графики.

### Первые выставки
Первая крупная выставка, в которой принял участие художник, проходила в 1990 году на ВДНХ СССР — «От наивного искусства до кича». Показанные там живописные работы Белых «Первая брачная ночь» и «Утро актрисы» открыли зрителю страстную, жизнелюбивую натуру художника с самобытным языком. Его идеал утверждался в своеобразном союзе мечты и реальности. В последующих произведениях мы обнаруживаем ту же искренность и чистоту чувств. Его увлекает жизнь животных — портреты зверей и птиц динамичны, полны силы и достоинства. Более всего художника занимает тема охоты и в оптимистическом ключе. Гибель животных — неизбежная страница жизни, где есть все. Некоторый драматизм этих сцен вызван насыщенным, иногда сумрачным колоритом. Это цвета ночи или начала дня («Смерть Дон Жуана», 1992; «Ревность», 1992).
Диапазон тем художника не ограничен личным опытом бытия. Он часто и охотно обращается к темам историческим, где факты истории преображены неожиданным поворотом. Большую роль в обращении художника к истории и значительным социальным темам сыграло его общение с московскими искусствоведами, музейщиками и галеристами. Они активно стали вводить произведения художника в современное поле искусства, помогали ему советами и поддерживали материально.

### Владимирский период творчества
С конца 1990-х годов Александр Белых живёт во Владимире. С этого времени он начал серьёзно заниматься живописью. Прежде чем приступить к написанию исторического сюжета он знакомится с памятниками этого периода, историческими материалами и литературой. Он не только изучает, но и переживает эти события. Поэтому все его работы пронизаны живым чувством сопричастности к этим далеким временам и их важности в нравственной жизни последующих поколений.
В 1999 году Александр Белых на выставке, посвященной 200-летию со дня рождения А. С. Пушкина, показал картину, где изобразил встречу на балу поэта и царя. Это не сюжет из светской жизни. Он строит её по законам монументального искусства, придает теме важное историческое значение. Изображен момент поворота судьбы поэта, момент напряжённого противостояния личности и власти. Художник намеренно укрупняет фигуры героев, вынося действие на первый план. Начиная с 2005 года, желая формально усилить содержательную значимость темы, художник переходит к большим форматам картин и развернутому расскажу. В каждой зоне картинного пространства действия протекают параллельно и ярко характеризуют каждый эпизод. Этот композиционный приём напоминает восточную миниатюру. Создавая живописный памятник истории, художник ведёт свою летопись событий в форме развернутых триптихов. Поражает разнообразие и живость рассказа в произведениях. Автором фиксируется каждый нюанс характера, детали костюмов и окружения.
Первой масштабной работой, посвященной значительному событию в истории России, стал триптих «Ополчение Минина и Пожарского» (2005). Художник здесь делает подробную режиссёрскую разработку всей эпопеи. Он так выстраивает сюжетное повествование, что зритель сразу чувствует победный патриотический настрой в решимости народа защитить Отечество. В картине много говорящих деталей и смысловых жестов. Это создает некоторую пестроту и дробность. Художник, видимо, почувствовав это, объединил все изображения, поместив их на зелёный ковёр цветущей земли.
В другом триптихе «Бог Абдал» — покровитель и защитник животных" развернуто мистическое повествование о первоначальных этапах цивилизации. Здесь действуют боги, люди, животные, силы природы. Интересны сцены народных обычаев и священных действий, защищающих людей от сил зла. Как и в предыдущем триптихе покоряет общий оптимизм, вера в добрую гармонию жизни, в красоту и силу народного быта. Символический характер темы, связанной с религией зороастризма, художник смог наполнить родными, узнаваемыми реалиями народной культуры. Большую роль в триптихе играет водная стихия. Здесь в водоворот истории художник вместил все известные силы природы. Интересна замысловатая по деталям, сразу интригующая зрителя панорама картины «Взятие Казани». В этой работе мастер органично использовал композиционный опыт иконописных клейм. Укрупненные геральдические знаки Древней Руси в картине контрастно соседствуют с бурлящей толпой защитников кремля и врагов. Художник заявляет, что каждый имеет право быть действующим лицом истории. Живописные ретроспекции Александра Белых даны с учётом итогов истории, глазами благодарных потомков. Любовь к народному быту, народному этикету нашли выход в лирической композиции «Выбор невесты князем». Давая в укрупненном плане все церемониальное действие, художник любуется красотой русской теремной архитектуры и отлаженностью быта. Таким образом, везде, в каждой детали чувствуется большая ответственность художника за достоверность в трактовке событий и памятников культуры. Несмотря на условность изображения, живопись Белых привлекает своей особой открытостью сердца. Его герои не просто сильные, ловкие и умные люди. Они всегда защитники слабых и освободители народа. Им свойственна эмоциональная открытость, пафос переживаний. Современная действительность меньше интересует Александра Белых в силу её суеты и незавершенности. Ему ближе фантазии о прошлой и будущей жизни. Качество талантливого человека видеть частный факт во взаимосвязи со всем миром невольно придает монументальность всем композициям художника, что и было отмечено в решении жюри Московского международного фестиваля наивного искусства и творчества аутсайдеров «Фестнаив-2007», присудившего художнику Гран-при фестиваля «Хрустальный цветок».

## Список выставок
- 1990—1991 — «От наивного искусства до кича». Павильон «Советская культура», ВДНХ СССР, Москва
- 1992 — «Сон золотой». Центр современного искусства, галерея «Дар», Москва
- 1999 — Erste Begegnung mit der Russische Naive, Museum Charlotte Zander .Schloss Boennigheim, 1999
- 1999 — «Пушкинские образы в творчестве наивных художников России». Передвижная выставка к 200-летию со дня рождения А. С. Пушкина. Проект Музея наивного искусства. Москва, Центральный Дом художников; Псков, Псковский государственный объединённый историко-архитектурный и художественный музей-заповедник; г. Череповец, Вологодская обл., Череповецкое музейное объединение; г. Котлас, Архангельская обл., Котласский краеведческий музей; г. Киров, Кировская обл., Кировский областной художественный музей им. В. М. и А. М. Васнецовых; мурманск, Мурманский областной художественный музей; Владимир, Владимирский областной дом народного творчества; г. Александров, Владимирская обл., Александровский художественный музей; Иваново, Ивановское областное научно-методическое объединение народного творчества.
- Фестиваль российского искусства «Россия — Новый век». Дворец фестивалей, Канны, Франция
- 2001 — «Русский наив». Музей наивного искусства Шарлотты Цандер, Германия
- 2004 — «Фестнаив-2004» Московский международный фестиваль наивного искусства и творчества аутсайдеров? Проект Музея наивного искусства? Всероссийский государственный музей декоративно-прикладного и народного искусства, Москва.
- 2006 — «Историческое и культурное наследие Москвы. Творческие свершения столицы». Центральный выставочный зал «Манеж», Москва.
- 2007—2008 — «Фестнаив-2007». Московский международный фестиваль наивного искусства и творчества аутсайдеров. Проект Музея наивного искусства. Москва, Московский музей современного искусства; Ульяновск, Музей народного творчества Областного центра народного творчества и искусства; Иваново, Ивановский областной художественный музей.
- 2008 — «Русский сфинкс». Музей наивного искусства, Москва
- 2012 — Персональная выставка в галере ArtNaive
- 2013 — «Museum of everything», Центр современного искусства «Гараж»
- 2016 – выставка в Музее Наивного искусства в Москве в Новогиреево, "Тигр из тайги", из коллекции Богемской-Турчина